# 조각칼자리 감마1
조각칼자리 감마1(Gamma¹ Caeli)은 조각칼자리에 있는 쌍성이며, 지구에서 약 185광년 떨어져 있다.
주성 조각칼자리 감마1 A는 겉보기 등급 +4.55의 오렌지색 거성이며, 반성 감마1 B는 A로부터 천구상으로 3.1초각 떨어져 있으며 겉보기 등급은 +8이다.